# Pedro de Cevallos

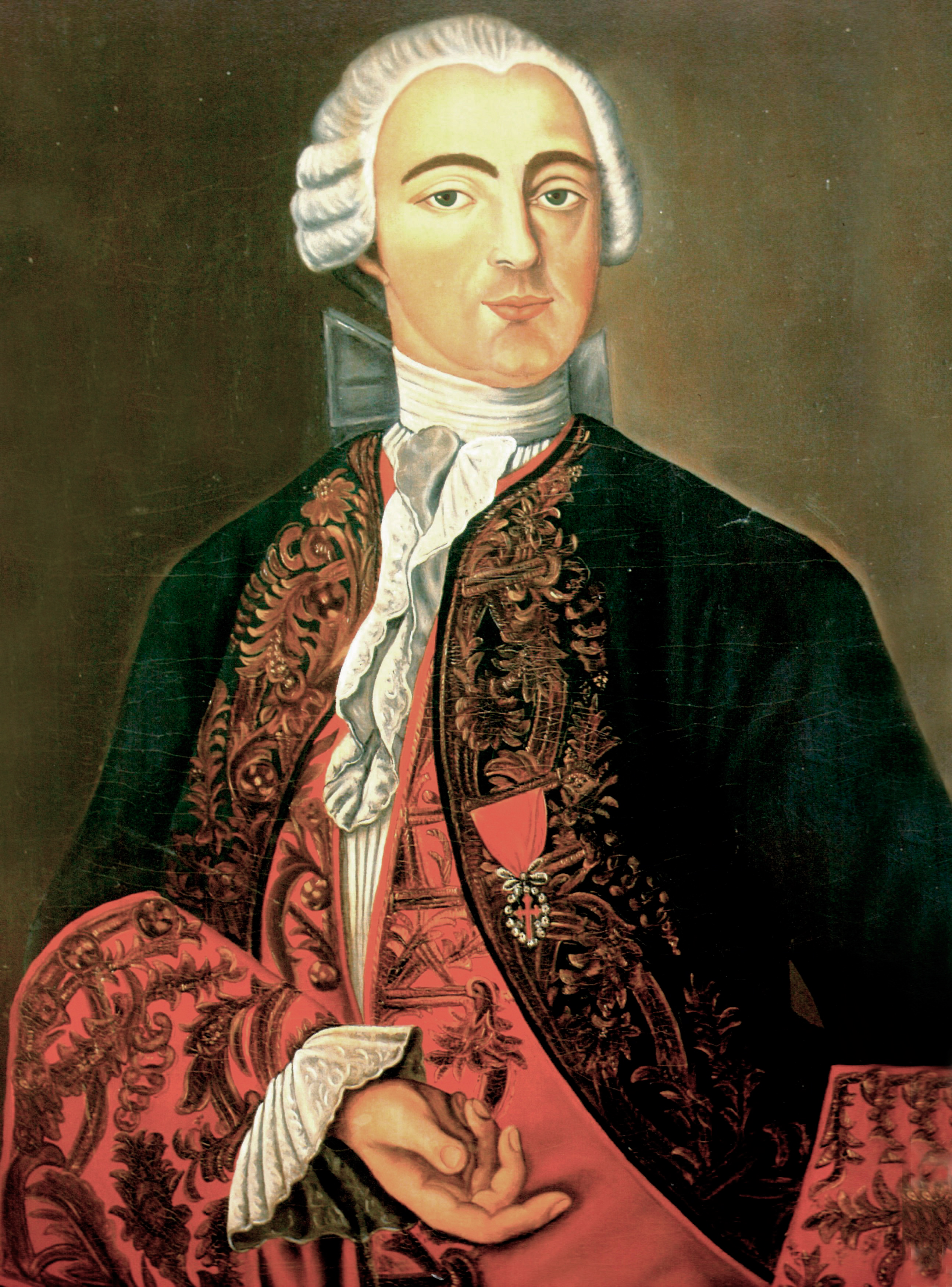
Pedro de Cevallos

Pedro Antonio de Cevallos Cortés y Calderón (kurz: Pedro de Cevallos, auch Pedro de Ceballos; * 29. Juni 1715 in Cádiz, Spanien; † 26. Dezember 1778 in Córdoba, Spanien) war ein spanischer Politiker und Militär, der als erster Vizekönig von Río de la Plata amtierte.

## Leben
Cevallos entstammte einer Familie des niedrigen Adels aus Andalusien. Sein Vater war Leiter der Zollbehörde von Cádiz. Pedro de Cevallos wählte die Militärlaufbahn und begann seine Karriere bei Feldzügen in den spanischen Besitzungen in Italien. 1747 wurde er zum Feldmarschall befördert und Kommandeur im Orden von Santiago.
1755 ging er im Rang eines Generalleutnants nach Südamerika und übernahm ab dem 4. November 1756. das Amt des Gouverneurs von Buenos Aires innerhalb des Vizekönigreichs Peru. Seine Hauptaufgabe bestand in der Umsetzung der Bestimmungen des Vertrags von Madrid, der eine Neuordnung der Grenzziehung zwischen Portugal und Spanien bestimmte.
Im Siebenjährigen Krieg fanden sich Portugal und Spanien erneut feindlich gegenüber: Portugal unterstützte die Briten, während Spanien an der Seite Frankreichs kämpfte. Cevallos griff mit einer Truppe von sechstausend Mann die Portugiesen bei Colônia do Sacramento an und eroberte portugiesisches Gebiet für Spanien. Im Pariser Frieden 1763 wurden die Eroberungen einschließlich Sacramento an Portugal zurückgegeben.
1766 übergab Cevallos das Amt des Gouverneurs an Francisco de Bucareli und kehrte zunächst nach Europa zurück. Er wurde 1772 zum Militärgouverneur der Region Extremadura ernannt und 1775 in den Kriegsrat der spanischen Krone aufgenommen sowie zum Generalkommandeur von Madrid berufen.
1776 entschied die spanische Krone, die Provinz am Río de la Plata zu einem eigenen Vizekönigreich zu erheben und aus dem Verantwortungsbereich des Vizekönigreiches Peru abzutrennen. Da Buenos Aires per Schiff weit schneller vom Mutterland zu erreichen war als Lima, hatte sich die Zentralisierung der Entscheidungen über die Kolonie als sehr unpraktisch erwiesen. Cevallos wurde nach Buenos Aires entsandt und beauftragt, die Verwaltungsstrukturen für ein eigenes Vizekönigreich aufzubauen. Mit einer Truppe von neuntausend Mann und über hundert Schiffen fuhr er nach Südamerika, eroberte im Februar 1777 die Insel Santa Catarina (im heutigen Brasilien) von den Portugiesen zurück und nahm im Juni 1777 Colônia do Sacramento im Handstreich. Sein weiterer Vormarsch wurde per Befehl aus Spanien gestoppt, da sich die Friedensverhandlungen mit den Portugiesen ihrem Ende näherten. Im Vertrag von San Ildefonso wurden die Eroberungen in Uruguay den Spaniern zugesprochen, die dafür auf ihre Stützpunkte in Brasilien (darunter Santa Catarina) verzichteten.
Pedro de Cevallos zog feierlich in Buenos Aires ein und wurde am 15. Oktober 1777 formell zum ersten Vizekönig ausgerufen. Er gestattete den freien Handel zwischen den Kolonien am Río de la Plata, Chile und Peru und ließ den direkten Handel zwischen Buenos Aires und dem Mutterland zu, ohne dass jedes Handelsgut erst zentral nach Lima geliefert werden musste wie vorher. Diese Regelung führte zum raschen wirtschaftlichen Aufschwung der Kolonie. Der Export von Silber blieb allerdings untersagt.
Cevallos erkrankte Ende 1777 schwer und bat um Entlassung aus seinem Amt, um nach Europa zurückkehren zu können. Zugleich empfahl er, die Institution des Vizekönigreichs fortzusetzen und empfahl den Gouverneur von Buenos Aires, Juan José de Vértiz y Salcedo, als geeignetsten Kandidaten für das Amt des Vizekönigs. Die Krone folgte seinem Vorschlag. Am 26. Juni 1778 übergab Cevallos sein Amt und machte sich auf den Weg zurück nach Spanien.
Bald nach seiner Ankunft starb er dort auf dem Wege von Cádiz nach Madrid in Córdoba.